# Albert Thierry
Pour les articles homonymes, voir Thierry.
Intellectuel libertaire, Albert Louis Thierry, né le 25 août 1881 à Montargis et mort au front le 26 mai 1915 à Aix-Noulette, est un instituteur, écrivain et syndicaliste français.
Un de ses apports théoriques est sa définition du refus de parvenir, qui a exercé une grande influence notamment sur Marcel Martinet et sur les auteurs du courant de la littérature prolétarienne.

## Biographie
Fils d'un maçon monté à Paris, il suit sa scolarité à l'école primaire communale à Clichy, puis à Asnières. Élève studieux, il obtient la possibilité de poursuivre ses études au Collège Chaptal à Paris, puis à l'École normale supérieure de Saint-Cloud. Il obtient une bourse d'études et va parfaire sa formation en Allemagne et en Autriche de 1903 à 1905
Il devient professeur à l'École primaire supérieure de Melun (1905-1911), puis à l'École normale d'instituteurs de Versailles, dont les locaux sont à Montreuil (1911-1914), où la République forme ses instituteurs et professeurs des écoles primaires. À cette époque, le système primaire, laïque et gratuit, pour les enfants du peuple de 6 à 14 ans et au-delà pour les meilleurs élèves, cohabite en France avec le système secondaire, payant, pour les enfants des classes aisées de 6 à 18 ans.

### Auteur, poète, pédagogue
Il commence à écrire, des poèmes, Le Révélateur de la douleur, achevé en 1906, et publié à titre posthume 1930.
Il écrit des textes théoriques dans La Jeunesse Enseignante, Les Pages Libres, puis dans Les Temps nouveaux de Jean Grave, L 'École Rénovée de Maurice Dubois, La Vie Ouvrière de Pierre Monatte, Les Cahiers de la Quinzaine de Charles Péguy, L'Union pour la Vérité de Paul Desjardins, etc.
Il publie L'Homme en proie aux enfants en 1909 et un recueil de contes, Sourire blessé, publication posthume en 1922.
Dans La Vie ouvrière, de Pierre Monatte, il publie entre 1909 et 1913 des articles sur L'action directe en pédagogie, sur les Principes d'une éducation syndicaliste, sur des auteurs précurseurs de la littérature prolétarienne (Charles-Louis Philippe, Pierre Hamp), sur Proudhon… Il y publie les Nouvelles de Vosves (1909-1910) et la série des Réflexions sur l'éducation (1912-1913).

### Antimilitariste mort au front
Antimilitariste au moment de son service militaire en 1902-1903, quand il refuse de faire le peloton d'officiers, il se laisse gagner par l'élan patriotique de l'Union sacrée de 1914.
Parti sur le front début septembre 1914 comme soldat au 28e régiment d'infanterie, il est tué le 26 mai 1915 à Aix-Noulette, à la Tranchée des Saules, à 33 ans. Selon son acte de décès, il est déclaré mort à 16 heures par un éclat d’obus reçu à la tête. Comme beaucoup d’autres de ses compagnons, il repose probablement dans l’un des ossuaires de la Nécropole nationale de Notre-Dame-de-Lorette.
De cette dernière année restent des poèmes, un Carnet de guerre, et un ouvrage intitulé Les Conditions de la Paix (posthume 1916).

## Œuvre
- L'Homme en proie aux enfants, Paris, Cahiers de la quinzaine, 1909, réédition Fabert, 2010[8].
- Testament d'un combattant  - Des conditions de la paix : essai de morale révolutionnaire, Paris, Union pour la vérité, 1916.
- Les Conditions de la paix : méditations d'un combattant, Paris, P. Ollendorff , 1918[9].
- Le Sourire blessé, Paris, éditions de la Nouvelle revue française, 1922.
- Réflexions sur l'éducation, préf. Marcel Martinet, Paris, Librairie du travail , 1923.
- Le Révélateur de la douleur : tragédie, Paris, Éditions de la librairie du travail,1929[10].
- Vous dites grandir, Blainville-sur-Mer, L'Amitié par le livre, 1963[11].
- Carnets de Guerre, La Grande Revue, décembre 1917 - août 1918.

### Articles
- L’action directe en pédagogie, La Vie ouvrière, novembre 1909, texte intégral.
- Une visite à Eslander, La Vie ouvrière, décembre 1909, texte intégral.

### Audiovisuel
- Philippe Meirieu, L'éducation en questions, dvd vol. 6, Paris, La Cinq, 2004[13].

## Notices
- Notices d'autorité :   - VIAF
  - ISNI
  - BnF (données)
  - IdRef
  - LCCN
  - Pays-Bas
  - Portugal
  - WorldCat
- Centre International de Recherches sur l'Anarchisme (Lausanne) : notice bibliographique.
- Centre International de Recherches sur l'Anarchisme (Marseille) : notice bibliographique.